# Gottschalk von Stiten
Gottschalk von Stiten (* 1530 in Lübeck; † 11. Februar 1588 ebenda) war Ratsherr der Hansestadt Lübeck.

## Leben
Gottschalk von Stiten war Sohn des Lübecker Bürgermeisters Anton von Stiten und  Schwiegersohn des Ratsherrn Gotthard IV. von Höveln. 1545 immatrikulierte er sich an Universität Wittenberg. Er wurde 1567 in den Lübecker Rat gewählt. 1568 war er als Gesandter der Stadt in Kopenhagen, um über den Sundzoll zu verhandeln. 1580 war er einer der Neubegründer der patrizischen Zirkelgesellschaft in Lübeck. Zusammen mit dem Ratsherrn Johann Lüdinghusen und dem Ratssyndicus Calixtus Schein erhielt er 1583 den Auftrag, eine revidierte Fassung des Lübschen Rechts zu erarbeiten. Diese Arbeit zog sich bis 1586 hin.
Gottschalk von Stiten bewohnte in Lübeck das Haus Mengstraße 26. Er war Gutsbesitzer von Krummesse und hielt als Lehen des Klosters Loccum das Dorf Kühsen. Dieses Lehen wurde ihm wegen Nichteinhaltung der mit dem Lehen verbundenen Pflichten entzogen.